# Iontová kapalina

Strukturní vzorec 1-butyl-3-methylimidazoliumhexafluorofosfátu ([BMIM]PF_{6}), jedné z běžnějších iontových kapalin

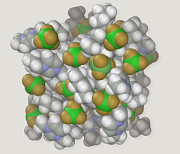
Předpokládaná struktura iontové kapaliny s imidazoliovým iontem

Iontová kapalina je sůl v kapalném skupenství; někdy se tento termín používá pouze pro soli, jejichž teplota tání je pod určitou stanovenou hodnotou, například pod 100 °C. Běžné kapaliny, jako jsou voda, jsou tvořeny převážně elektricky neutrálními molekulami, iontové kapaliny obsahují ionty a iontové páry.
Iontové kapaliny mají mnoho různých využití; například jako rozpouštědla a elektrolyty. Soli, které jsou kapalné při teplotě v okolí pokojové teploty se používají v elektrických článcích a díky nízkému tlaku páry mohou být použity jako těsnicí hmoty.
Iontové kapaliny vznikají z každé soli, která taje, aniž by u ní docházelo k rozkladu nebo odpařování; například chlorid sodný (NaCl) taje při teplotě 801 °C za vzniku kapaliny obsahující převážně sodné kationty (Na+) a chloridové anionty (Cl−). Ochlazováním iontových kapalin se často tvoří iontové pevné látky, které mohou být krystalické i amorfní.
Iontové vazby bývají silnější než van der Waalsovy síly působící mezi molekulami běžných kapalin a z tohoto důvodu mívají běžné soli vyšší teploty tání než ostatní látky s podobnými molárními hmotnostmi. Existují však i soli, které jsou kapalné při pokojové nebo ještě nižší teplotě; tuto vlastnost mají například sloučeniny obsahující 1-ethyl-3-methylimidazoliový kation (EMIM), jako jsou EMIM:Cl, EMIMdikyanamid (C2H5)(CH3)C3H3N +
2 ·N(CN) −
2  tající při -21 °C a 1-butyl-3,5-dimethylpyridiniumbromid, který se stává pevnou látkou až pod -24 °C.
Iontové kapaliny se podobají iontovým roztokům, kapalinám obsahujícím ionty i neutrální molekuly, a částečně také hluboce eutektickým rozpouštědlům, směsem iontových a neiontových pevných látek, jež mají výrazně nižší teploty tání než samotné jejich složky. Některé směsi dusičnanů mají teploty tání výrazně pod 100 °C.
Označení „iontová kapalina“ se v obecném slova smyslu používá od roku 1943.

## Historie
Kdy byla objevena první iontová kapalina, není přesně známo, stejně jako jméno jejího objevitele. Roku 1888 oznámili S. Gabriel a J. Weiner přípravu dusičnanu ethanolamonia, který taje při 52 až 55 °C. Jednou z prvních známých iontových sloučenin kapalných při pokojové teplotě se stal dusičnan ethylamonia (C2H5NH +
3 ·NO -
3 , jehož teplota tání je 12 °C, který v roce 1914 popsal Paul Walden. V 70. a 80 letech 20. století byly vyvinuty iontové kapaliny tvořené alkylovanými soli imidazoliových a pyridiniových kationtů s halogenidovými a tetrahalogenhlinitanovými anionty, které by mohly být použity jako elektrolyty v galvanických článcích. Fyzikální vlastnosti, jako jsou viskozita, teplota tání a kyselost lze u halogenhlinitanů imidazolinia měnit výměnou alkylových substituentů úpravou a poměrů imidazolium/pyridinium a halogenid/halogenhlinitan. Nevýhodami při některým použitích jsou kyselost nebo zásaditost a citlivost na vlhkost. Roku 1992 byly připraveny iontové kapaliny se slabě koordinujícími anionty, jako jsou hexafluorfosforečnany (PF -
6 ) a tetrafluorboritany (BF -
4 ), které mohou mít mnohem širší využití.
Většina běžných iontových kapalin jsou soli hexafluorfosforečnanového nebo tetrafluorboritanového aniontu, používají se však i bistriflimidy ([(CF3SO2)2N]−).

## Vlastnosti
Iontové kapaliny obvykle nebývají dobrými vodiči elektrického proudu, nezpůsobují ionizaci, mají vysokou viskozitu a nízký tlak páry. Ostatní jejich vlastnosti se liší výrazněji: některé jsou nehořlavé, odolné vůči vysokým teplotám a solvatují se ve velkém počtu polárních i nepolárních rozpouštědel. Řadu druhů chemických reakcí, jako jsou Dielsova–Alderova reakce nebo Friedelovy–Craftsovy reakce, lze provádět za použití iontových kapalin jako rozpouštědel; funkci rozpouštědla mohou mít i při biokatalytických reakcích. Mísitelnost iontových kapalin s vodou a organickými rozpouštědly závisí na délce vedlejších řetězců kationtu a na druhu aniontu. Lze je při připojení vhodných funkčních skupin používat jako kyseliny, zásady a ligandy a rovněž jako prekurzory solí při přípravě stabilních karbenů. Vzhledem k odlišným vlastnostem různých iontových kapalin mají mnoho možných využití.

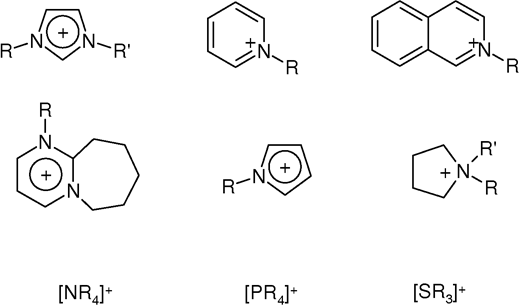
Obvyklé kationty v iontových kapalinách

U iontových kapalin často dochází k hydrolýze.
Některé iontové kapaliny je možné destilovat za sníženého tlaku při teplotách kolem 300 °C. Původně se předpokládalo, že páry jsou tvořeny jednotlivými ionty, později se však zjistilo, že jde o iontové páry. Některé iontové kapaliny (například dusičnan 1-butyl-3-methylimidazolia) uvolňují při zahřátí hořlavé plyny.
Na tepelnou stabilitu a teplotu tání majé vliv ionty, ze kterých se kapalina skládá;. například bis(trifluormethansulfonyl)imid je stabilní do teploty kolem 534 K (261 °C) a N-butyl-N-methylpyrrolidiniumbis(trifluormethansulfonyl)imid až do 640 K (367 °C).ref>Ch. Jagadeeswara Rao, R. Venkata krishnan, K. A. Venkatesan, K. Nagarajan, 332 - 334, Feb. 4-6, Sixteenth national symposium on thermal analysis(Thermans 2008)</ref> Tyto hodnoty se zpravidla zjišťují pomocí rychlé (kolem 10 K/min) termogravimetrické analýzy a výsledky odpovídají krátkodobé odolnosti, nikoliv dlouhodobé, která se u většiny iontových kapalin zachovává do teploty 500 K.
Vlastnosti iontových kapalin jakožto rozpouštědel jsou rozdílné. Nasycené alifatické sloučeniny se v nich většinou rozpouští jen omezeně, rozpustnost alkenů je o něco větší a aldehydy bývají neomezeně mísitelné. Podobná pravidla platí i pro rozpustnost plynů; oxid uhelnatý je v iontových kapalinách méně rozpustný než ve většině organických rozpouštědel a vodík mívá podobnou rozpustnost jako ve vodě, přičemž rozdíly mezi jednotlivými běžnějšími ligandy jsou malé.

## Iontové sloučeniny kapalné při pokojové teplotě

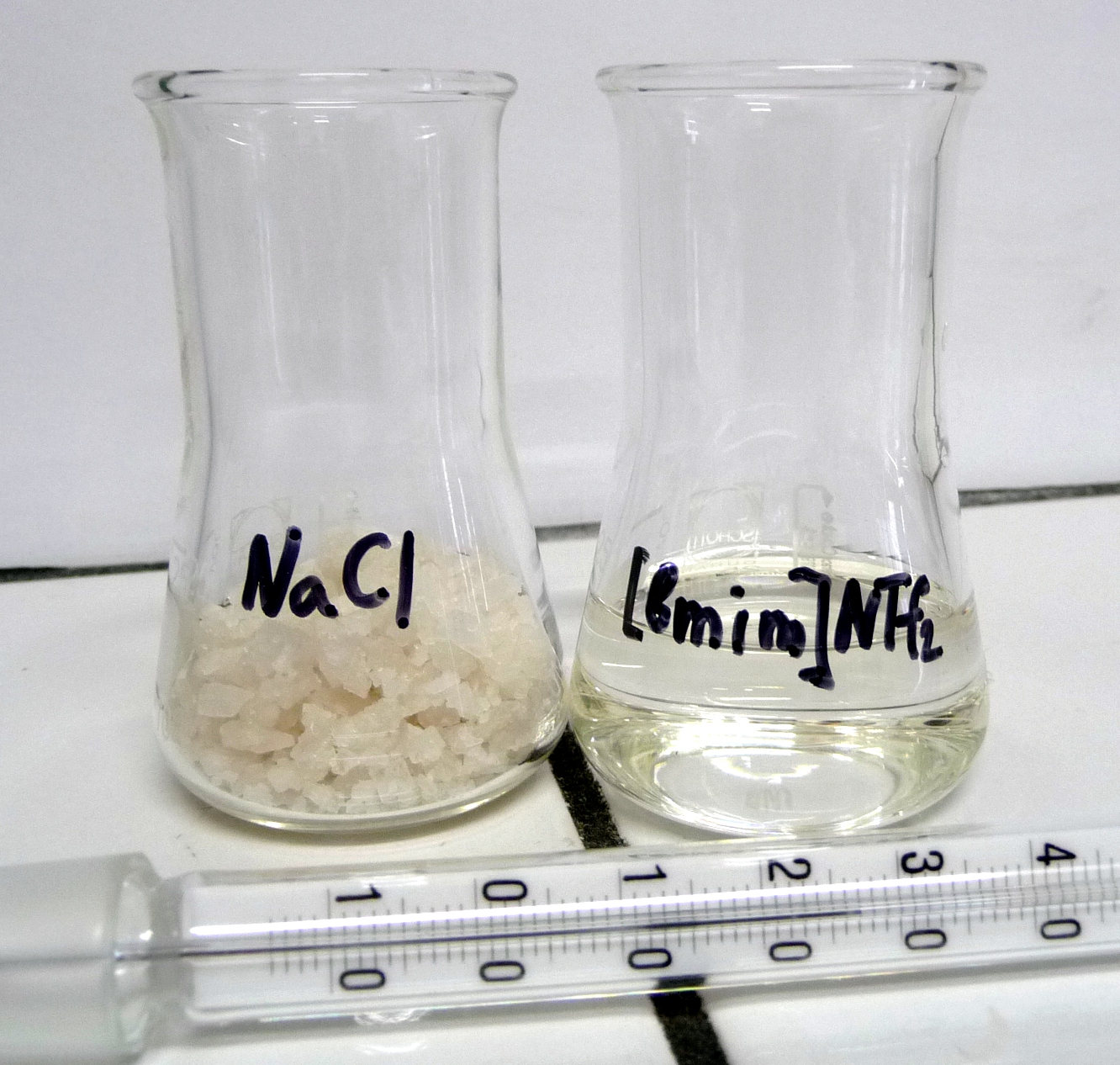
Chlorid sodný (NaCl) a iontová kapalina 1-butyl-3-methylimidazolium-bis(trifluoromethylsulfonyl)imid při teplotě 27 °С

Iontové sloučeniny kapalné při pokojové teplotě obsahují objemné a asymetrické kationty jako jsou 1-alkyl-3-methylimidazolium, 1-alkylpyridinium, N-methyl-N-alkylpyrrolidinium a amonný kation. Fosfoniové ionty jsou méně časté, ale mají některé výhodné vlastnosti. Používá se řada různých aniontů, anorganických jako jsou halogenidy, které obvykle produktu dodávají vysokou teplotu tání, tetrafluorboritany a hexafluorfosforečnany i organických, například bistriflimidy, trifláty a tosyláty. Lze použít i některé nehalogenované organické anionty, například mravenčany, alkylsulfáty, alkylfosfáty a glykoláty. Tetrafluoroboritan 1-butyl-3-methylimidazolia má teplotu tání -80 °C, při pokojové teplotě je to bezbarvá viskózní kapalina. Sloučeniny kombinující značně nesymetrické kationty a anionty mohou zůstat kapalné až do -150 °C a u sloučenin N-methyl-N-alkylpyrrolidinia s fluorsulfonyl-trifluormethansulfonylimidem je teplota skelného přechodu pod -100 °C. Vlastnosti iontových kapalin mohou být výrazně ovlivněny, a to i při velmi nízkých koncentracích, vodou, která se do nich může dostat ze vzduchu.
Při mnoha průmyslových procesech využívajících katalyzátory z přechodných kovů se často používají nanočástice kovů jako samotné katalyzátory nebo k zadržování katalyzátoru. Jako prostředí, ve kterém se vytváří a stabilizují jednotlivé nanočástice přechodného kovu, se používají iontové kapaliny. Ty lze také využít k zapojení koordinujících funkčních skupin; jako například nitrilové skupiny jako kationtu nebo aniontu. Při řadě reakcí vytvářejících vazby uhlík-uhlík katalyzovaných palladiem se nanočástice palladia lépe stabilizují v nitrilovaných než v nefunkcionalizovaných iontových kapalinách, čímž lze dosáhnout vyšší katalytické aktivity a lepší recyklovatelnosti.

## Nízkoteplotní iontové kapaliny
Nízkoteplotní iontové kapaliny mají teplotu tání pod 130 K; mají možné využití při výrobě teleskopů s kapalnými zrcadly, které by byly umístěny na Měsíci. Nízké teploty jsou výhodné díky možnosti pozorování v dlouhovlnném infračerveném záření přicházejícím ze vzdáleného vesmíru. Kapalná část zrcadla má být pokryta tenkou vrstvou kovu, která vytvoří povrch odrážející záření. K zabránění odpařování kapaliny je nutná její nízká těkavost.

## Polymerní iontové kapaliny
Některé iontové kapaliny lze vyrobit v polymerní podobě. Ionicita těchto polymerů je oproti monomerním iontovým kapalinám poloviční, protože jeden iont vytváří vazbu na další monomerové jednotky. Využití polymerních iontových kapalin je podobné jako u monomerních, polymerní struktura ovšem umožňuje lepší možnosti úpravy jejich vodivosti.

## Magnetické iontové kapaliny
Magnetické iontové kapaliny se dají připravit napojením paramagnetických skupin na molekuly iontových kapalin; příkladem takové látky je tetrachlorželezitan 1-butyl-3-methylimidazolia.

## Použití
Bylo navrženo mnoho různých způsobů využití iontových kapalin, přičemž některé byly zavedeny do praxe a další jsou předměty výzkumu.

### Organická syntéza
Kapalné látky ze skupiny tetraalkylfosfoniumjodidů se používají jako rozpouštědla tributylcínjodidu, který se používá jako katalyzátor při přesmykové přeměně monoepoxidu buta-1,3-dienu. Tímto způsobem, který se později přestal používat, se vyráběl 2,5-dihydrofuran.

### Výroba léčiv
Vzhledem k tomu, že asi polovinu vyráběných léčiv představují organické soli, tak se zkoumají možné iontové kapaliny vytvořené z nich. Spojením farmakologicky aktivního kationtu a farmakologicky aktivního aniontu může vzniknout iontová kapalina, která je kombinací dvou léčiv.
Pomocí iontových kapalin lze z rostlin získat některé látky s léčivými účinky, například artemisinin z Artemisia annua.

### Zpracování celulózy
Celulózu je možné rozpustit v iontových kapalinách, jako jsou například chloridy 1-alkylpyridiniových kationtů. Při lyocellovém procesu se používá hydratovaný N-methylmorfolin-N-oxid. 1-butyl-3-methylimidazoliumchlorid a 1-butyl-3-methylimidazolium-hexafluorfosfát lze použít k rozpouštění materiálů obsahujících celulózu, jako je odpadní papír vzniklý při chemické výrobě a v laboratořích, ze kterých je možné poté elektroforeticky získat některé důležité látky. Iontové kapaliny mohou posloužit k přeměně celulózy na další, hodnotnější, látky, jako jsou estery glukózy, sorbitol a alkylglykosidy. Pomocí 1-butyl-3-methylimidazoliumchloridu lze rozpustit lyofilizovanou banánovou dřeň a po přidání 15 % dimethylsulfoxidu lze tento roztok použít k analýze pomocí 13C NMR a tak zkoumat závislost obsahu škrobu, sacharózy, glukózy a fruktózy na době zrání.

### Přepracování jaderného odpadu
1-butyl-3-methylimidazoliumchlorid je iontová kapalina, kterou by bylo možné použít k získávání uranu a dalších kovů z vyhořelého jaderného paliva. Protonovaný betain bis(trifluormethansulfonyl)imid rozpouští oxidy uranu. Pomocí N-butyl-N-methylpyrrolidiniumbis(trifluoromethylsulfonyl)imidu lze izolovat kovové europium a N-methyl-N-propylpiperidiniumbis(trifluormethylsulfonyl)imid může zase sloužit k izolaci uranu.

### Sluneční elektrárny
Iontové kapaliny mohou být použity k přenosu a uchovávání energie v solárně-termálních elektrárnách. Energie slunečního záření se (například pomocí parabolických zrcadel) soustředí na přijímači, kde vznikají teploty až okolo 600 °C a takto získané teplo se přeměňuje na elektrickou energii. K zajištění dodávky energie i v době, kdy ji nelze získávat, je možné ji uchovávat zahříváním vhodné kapaliny. V 80. letech 20. století se začaly používat dusičnany, které však tuhnou při 220 °C a tak musejí být zahřívány. Iontové kapaliny jako je C mim
4 [BF4] mají přijatelnější rozmezí teplot, ve kterých jsou kapalné (zde -75 až 459 °C) a jsou tak k uchovávání a přenosu tepla vhodnější.

### Recyklování odpadu
Iontové kapaliny lze využít při recyklování průmyslového zboží, plastů a kovů. Mají vhodné vlastnosti na to, aby se pomocí nich od sebe oddělovaly sloučeniny s podobnými vlastnostmi, například jednotlivé polymery v plastových odpadech a lze tak na rozdíl od starších metod provádět extrakci i za nízkých teplot.

### Galvanické články
Iontové kapaliny mohou být v kov-vzduchových galvanických článcích použity jako elektrolyty místo vody. Mají nízký tlak páry, čímž se díky pomalejšímu vysychání prodlužuje nživotnost článků. Hustota energie v takovýchto článcích může být až 900-1600 Wh na kilogram.

### Disperzanty
Iontové kapaliny lze použít jako disperzanty barev, kde například zlepšují vzhled a zpomalují vysychání.

### Zachytávání oxidu uhličitého
Iontové kapaliny a aminy mohou být využity k zachytávání oxidu uhličitého (CO2) a zemního plynu.

## Bezpečnost
Nízká těkavost iontových kapalin vede k omezenému šíření do životního prostředí. Jejich toxicita ve vodě je podobná jako u mnoha jiných rozpouštědel.
Roztoky iontových kapalin obsahujících imidazoliové ionty lze přeměnit na poměrně neškodné látky pomocí ultrazvuku, peroxidu vodíku a kyseliny octové.
I přes nízký tlak páry jsou některé iontové kapaliny hořlavé a je tak třeba s nimi nakládat opatrně. Některé iontové kapaliny se po pěti- až sedmisekundovém vystavení ohni mohou vznítit a někdy i zcela shořet.